# Menarola
Menarola – miejscowość i gmina we Włoszech, w regionie Lombardia, w prowincji Sondrio.
Według danych na rok 2004 gminę zamieszkiwały 43 osoby, 3,1 os./km².